# Nektriopsis misecznikowy

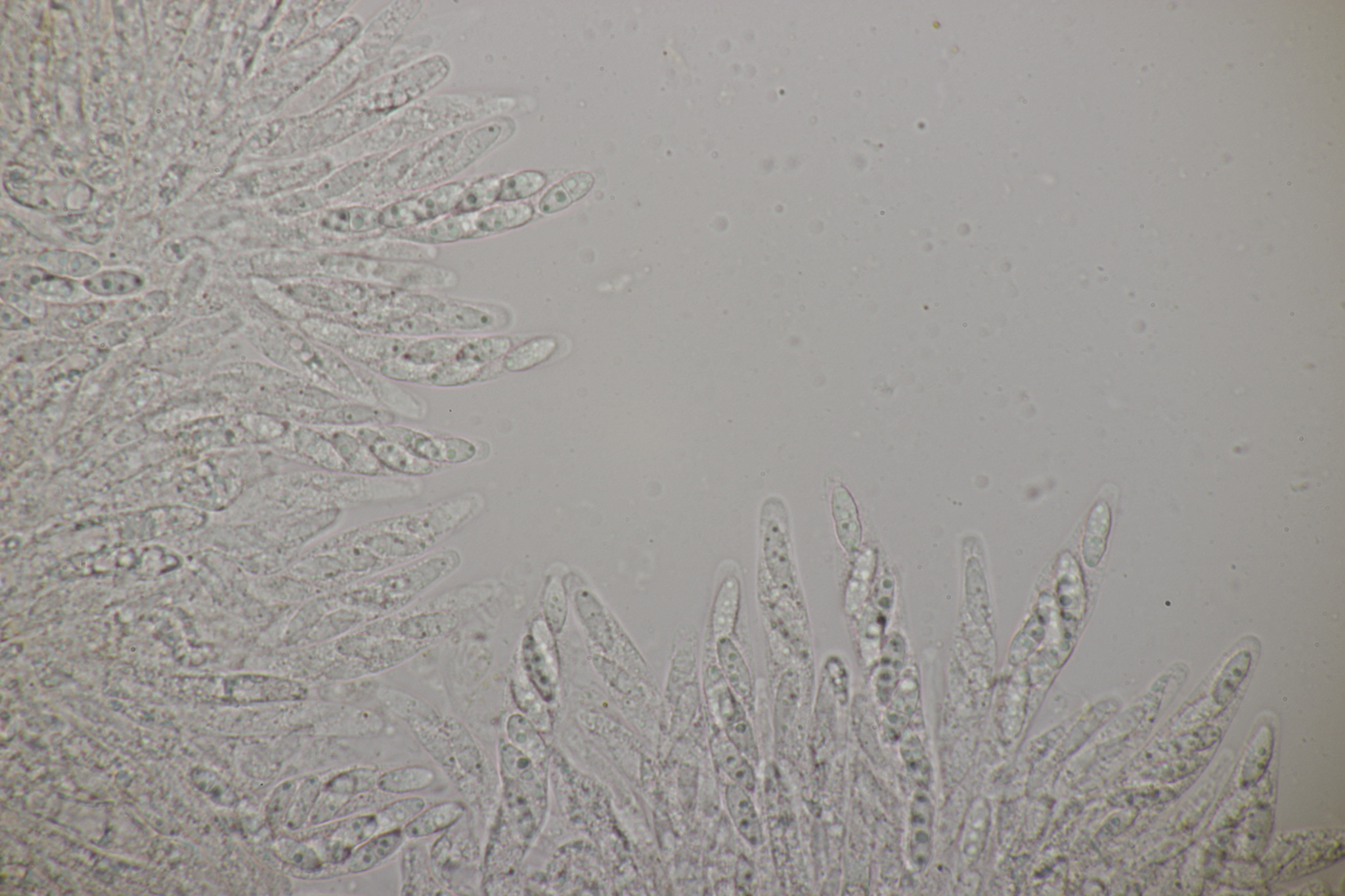
Worki z askosporami

Nektriopsis misecznikowy (Nectriopsis lecanodes (Ces.) Diederich & Schroers) – gatunek grzybów z rodziny Bionectriaceae. Grzyb naporostowy.

## Systematyka i nazewnictwo
Pozycja w klasyfikacji według Index Fungorum: Nectriopsis, Bionectriaceae, Hypocreales, Hypocreomycetidae, Sordariomycetes, Pezizomycotina, Ascomycota, Fungi.
Po raz pierwszy gatunek ten opisał w 1857 r. Vincenzo de Cesati, nadając mu nazwę Sphaeria lecanodes. Obecną nazwę nadali mu Paul Diederich i Hans-Josef Schroers w 1999 r. Pozostałe synonimy:
- Cucurbitaria lecanodes (Ces.) Kuntze 1898
- Dialonectria lecanodes (Ces.) Cooke 1884
- Lasionectria lecanodes (Ces.) Petch 1938
- Nectria lecanodes (Ces.) Fuckel 1870
- Nectria lecanodes var. euryspora Vouaux 1912[3].

Polska nazwa według W. Fałtynowicza.

## Morfologia
Na powierzchni plechy porostów tworzy rozproszone lub rzadziej zgrupowane perytecja o barwie od bladobiałej do różowej lub pomarańczowej, o średnicy 150–300 µm, po dojrzeniu stają się kubkowate. Ściana szklista do jasnobrązowej, o grubości 30–45 µm, złożona z dwóch odrębnych warstw: zewnętrznej warstwy nieco splątanych strzępek (textura intricata) i wewnętrznej warstwy wydłużonych komórek (textura angularis lub prismatica). Zewnętrzna powierzchnia perytecjum z krótkimi, szklistymi włoskami 10–20 × 2–3 µm. Hymenium z pomarańczowym odcieniem, o wysokości 45–60 µm. Peryfizy proste, o długości 20–25 µm. Worki nieamyloidalne, 40–50 × 5–6,5 µm, 8-zarodnikowe. Askospory w workach ułożone w jednym rzędzie, szkliste, z 1 przegrodą, elipsoidalne do wąsko elipsoidalnych, zaokrąglone na wierzchołkach, z 1–2 kroplami oleju, lekko brodawkowate, na przegrodzie niezwężone lub lekko zwężone, 8–12 × 3–4,5 µm. Anamorfa nie jest znana.

## Występowanie i siedlisko
Występuje na całym świecie, również w Polsce. W 2003 r. Wiesław Fałtynowicz przytoczył 2 stanowiska na plesze porostów pawężnica psia i pawężnica jabłkowata. Notowany na plechach porostów zaliczanych do rodzajów Collema, Degelia, Leptogium, Lobaria, Nephroma, Peltigera, Pseudocyphellaria.